# Трубний (Звениговський район)
Тру́бний (рос. Трубный, марій. Трубный) — селище у складі Звениговського району Марій Ел, Росія. Входить до складу Красногорського міського поселення.

## Населення
Населення — 522 особи (2010; 572 у 2002).
Національний склад (станом на 2002 рік):
- росіяни — 54 %
- марі — 39 %